# Елизавета Доротея Гессен-Дармштадтская
Елизавета Доротея Гессен-Дармштадтская (нем. Elisabeth Dorothea von Hessen-Darmstadtt.; 24 апреля 1676, Дармштадт — 9 сентября 1721, Гомбург) — принцесса Гессен-Дармштадтская, в замужестве ландграфиня Гессен-Гомбургская.

## Биография
Елизавета Доротея — младшая дочь ландграфа Людвига VI Гессен-Дармштадтского и его супруги Елизаветы, дочери Саксен-Гота-Альтенбурга Эрнста I Благочестивого.
В феврале 1700 года в Буцбахе Елизавета Доротея вышла замуж за Фридриха III Якова Гессен-Гомбургского. Елизавета Доротея считалась умной женщиной, она занималась литературной деятельностью, помимо немецкого языка владела также латынью, французским, итальянским и греческим языками. Воспитанием своих детей она занималась сама.

## Потомки
Елизавета Доротея родила десятерых детей, из которых восемь умерло в детском возрасте.
- Фридрих Вильгельм (1702—1703)
- Людвиг Иоганн Вильгельм Груно (1705—1745), генерал-фельдмаршал русской армии, женат на княжне Анастасии Трубецкой
- Иоганн Карл (1706—1728)
- Фридерика Доротея (1701—1704)
- Луиза Вильгельмина (1703—1704)
- Эрнестина Луиза (1707)
- Фридрих (1721)